# آلبرتو بائسا
آلبرتو بائسا (اسپانیایی: Alberto Baeza‎؛ زادهٔ ۶ دسامبر ۱۹۳۸) بازیکن فوتبال اهل مکزیک بود.
از باشگاه‌هایی که در آن بازی کرده‌است می‌توان به اشاره کرد.
وی همچنین در تیم ملی فوتبال مکزیک بازی کرده‌است.